# Cratere Husband
Husband è un cratere lunare di 31,26 km situato nella parte sud-orientale della faccia nascosta della Luna.